# 產品召回
產品召回是因為產品發現重大瑕疵或是安全問題，可能會對消費者的安全造成影響，製造商／販售者有可能因此成為訴訟被告，因此公告請客戶將產品退回，經製造商更換產品、或是修正瑕疵／安全問題後再送還給客戶。汽車、藥品及食品都和人身安全相關，較常有因安全型問題而召回的例子，也有出現過手機及筆記型電腦因電池安全問題而召回產品。 
公司產品的過失會產生大量訴訟及賠償上的支出。產品召回的目的是避免公司形象繼續受損，也避免公司過失責任的繼續增加。很難估計這類產品若不召回，會對客戶的生命財產造成多大的損失。不過產品召回本身的成本也很驚人，包括召回過程中的各项人力、物力费用，可能為產品召回帶來的經濟損失支付赔偿，以及企业、产品的形象损失。
各國的消费者保护法令中有關產品召回的相關要求。這些行政法規可能會包括製造商需負擔多少費用、什麼情形下需強制召回（一般见于風險很大的情形）、以及对没有召回或是遲延召回的罰款。

## 產品召回的程序
產品召回一般會有以下幾項程序，不過可能依各地法律而有不同：
- 製造商或銷售商有責任告知大眾他們希望召回特定產品。有些情形下，政府也可以要求產品召回。會建立客戶熱線或是其他向客戶聯絡的管道。一般也會說明產品召回的範圍，例如在特定序號或是批號範圍內的產品。
- 會在公管機關的網站上發佈產品召回公告，也會用付費廣告的方式在報紙顯著版面說明。有些情形也會用電視台的廣告加強通知。
- 若消費者團體在產品召回過程中有學到一些經驗，也會用不同方式告知大眾。
- 一般而言，會建議消費者不論產品狀態如何，都將產品退回進行修改或是更換。
- 若消費者有補償，其補償方式會依消費者保護的相關法令以及召回的原因而定。

## 外部連結
- 中的“產品召回”